# Cautethia grotei
Cautethia grotei är en fjärilsart som beskrevs av Edwards 1882. Cautethia grotei ingår i släktet Cautethia och familjen svärmare. Inga underarter finns listade i Catalogue of Life.